# Микрографија
Микрографиja или фотомикрографија или микроскопија је фотографија или дигитална фотографија направљена кроз микроскоп, која приказује микроскопом увећану слику објекта. Микрографија приказује микроскопске објекте и микроскопске детаље за разлику од фотографије која приказује објекте и детаље видљиве голим оком.
Микрографије имају широку примену у свим областима биологије, медицине, техничких наука итд.

## Типови микрографија

### Фотомикрографија
Фотомикрографија настаје коришћењем оптичког микроскопа. Може се направити једноставним повезивањем фото-апарата на окулар микроскопа, чиме се омогућава сликање са увећањем.

### Електронска микрографија
Електронска микрографија представља микрографију направљену коришћењем електронског микроскопа. 

### Дигитална микрографија
Дигитална микрографија је дигитална слика добијена директно са микроскопа или дигиталним скенирањем аналогне микрографије. Употреба овог термина је ретка, јер данас готово све врсте фотографисања подразумевају дигиталну фотографију.